# Symbiosom
Als Symbiosom bezeichnet man eine Vakuolenstruktur, die einen Endocytobionten enthält. 
Seine äußere Membran wird aus der Zellmembran (Plasmalemma) der Wirtszelle während der Aufnahme (Phagocytose) gebildet und umschließt die endocytobionten-eigenen Hülle oder Hüllen.
Die Endocytobionten können Prokaryoten (etwa Bakterien) oder Eukaryoten (etwa Zooxanthellen) sein. Beispiele:
- bei Bakterien: Knöllchenbakterien und Verwandte,[1] etwa Bradyrhizobium japonicum
- bei Zooxanthellen: Symbiosom mit Symbiodinium[2]